# Antu (powiat)
Antu (chiń. 安图县; pinyin: Āntú Xiàn; kor. 안도, Ando) – powiat w północno-wschodnich Chinach, w prowincji Jilin, w prefekturze autonomicznej Yanbian. W 1999 roku liczył 219 987 mieszkańców.